# Cherry Spur
Der Cherry Spur ist ein markanter Felssporn im ostantarktischen Viktorialand. Er bildet den südwestlichen Teil des Sculpture Mountain am südlichen Ende der Monument-Nunatakker.
Feldforschungssteams der Ohio State University führten in zwei antarktischen Sommerkampagnen zwischen 1981 und 1982 sowie zwischen 1982 und 1983 geologische Studien durch. Das Advisory Committee on Antarctic Names benannte den Felssporn nach Eric M. Cherry (* 1958), der an diesen Studien beteiligt war.